# 岡本利治
岡本 利治（おかもと としはる、1957年（昭和32年）5月17日 -  ）は、日本の実業家。株式会社ルネサンス代表取締役会長。

## 来歴
福岡県出身。1980年、西南学院大学法学部を卒業し、 ㈱福岡春日ローンテニスクラブ入社。

## 略歴
- 1980年4月 ㈱福岡春日ローンテニスクラブ入社
- 2008年6月 ルネサンス取締役執行役員営業副本部長兼営業管理部長
- 2011年4月 ルネサンス取締役常務執行役員営業本部長
- 2012年4月 ルネサンス取締役常務執行役員スポーツクラブ事業本部長兼事業サポート本部長
- 2013年4月 ルネサンス取締役常務執行役員スポーツクラブ事業本部長兼事業企画本部長
- 2015年4月 ルネサンス取締役常務執行役員スポーツクラブ事業担当
- 2016年4月 ルネサンス取締役専務執行役員スポーツクラブ事業担当事業支援担当
- 2018年4月 ルネサンス取締役専務執行役員営業本部長
- 2020年4月 ルネサンス取締役副社長執行役員営業本部長兼事業企画開発本部長
- 2020年5月 ルネサンス取締役副社長執行役員営業本部長
- 2020年6月 ルネサンス代表取締役社長執行役員最高健康責任者(CHO)[1]
- 2021年4月 ルネサンス代表取締役社長執行役員最高健康責任者(CHO)
- 2025年4月　ルネサンス代表取締役会長執行役員(現任)